# Gmina Cmolas
Die Gmina Cmolas ist eine Landgemeinde im Powiat Kolbuszowski der Woiwodschaft Karpatenvorland in Polen. Ihr Sitz ist das gleichnamige Dorf mit etwa 4000 Einwohnern.

## Gliederung
Zur Landgemeinde (gmina wiejska) Cmolas gehören folgende Dörfer mit einem Schulzenamt:
Cmolas
Hadykówka
Jagodnik
Ostrowy Baranowskie
Ostrowy Tuszowskie
Poręby Dymarskie
Toporów
Trzęsówka